# Schreibkugel

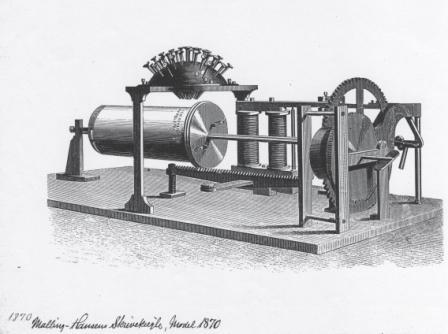
Schreibkugel, Modell von 1870

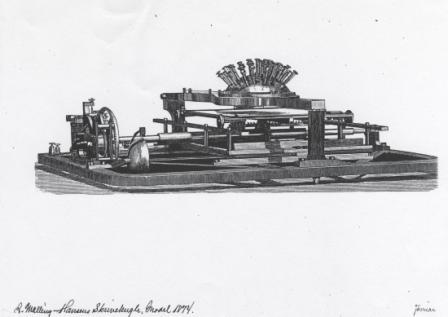
Schreibkugel, Modell von 1874

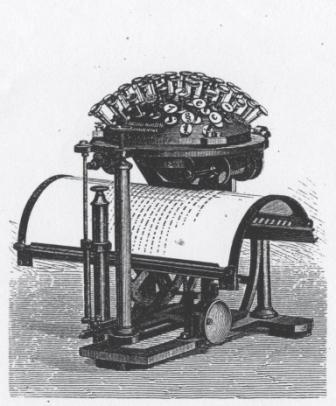
Schreibkugel, Modell von 1878

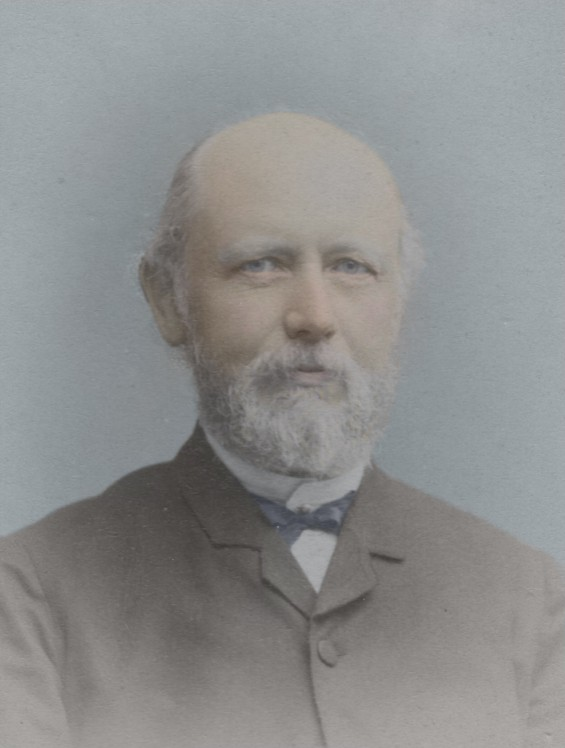
Rasmus Malling-Hansen 1890

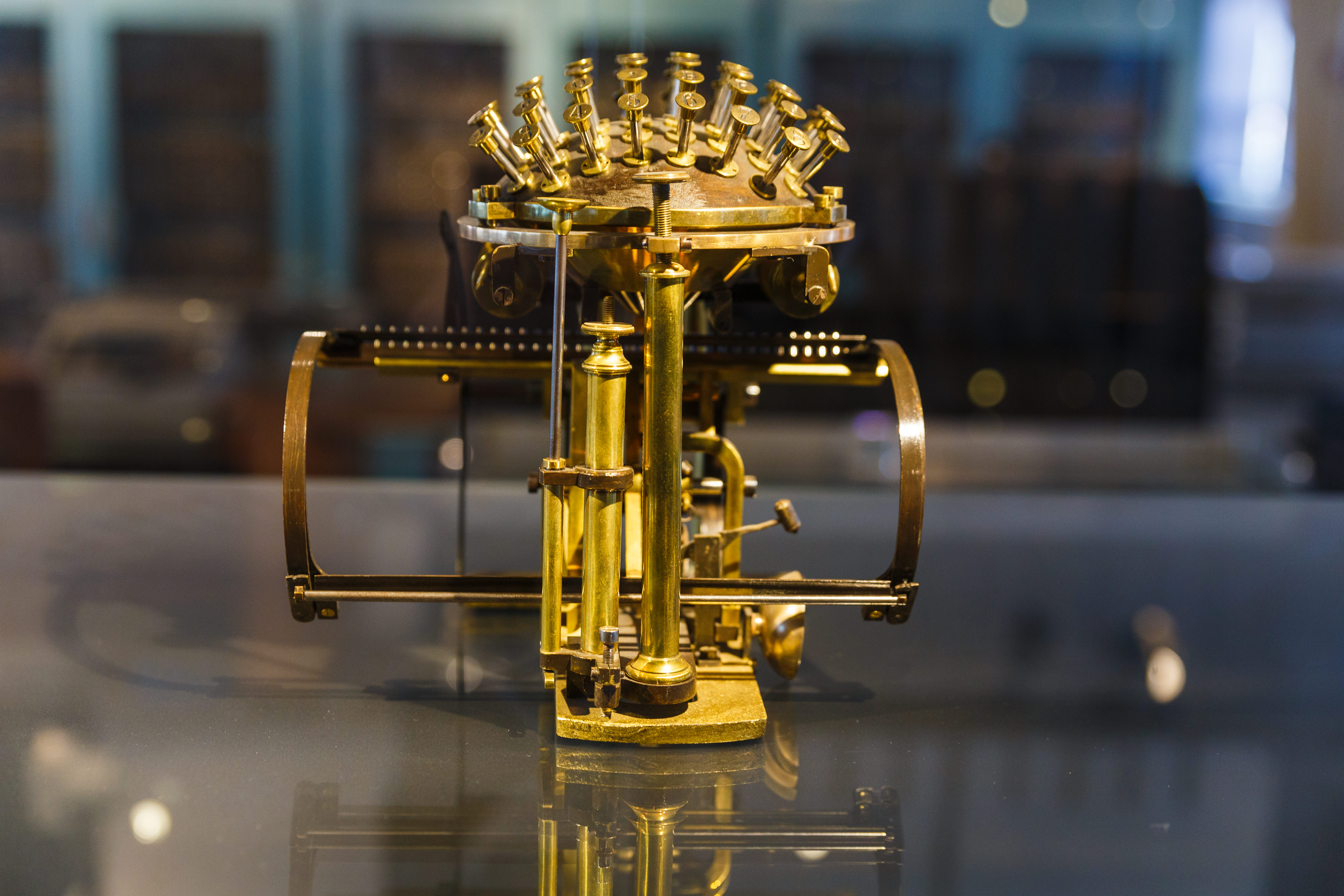
Schreibkugel von Hans Rasmus Johann Malling Hansen in der Technischen Sammlungen Dresden

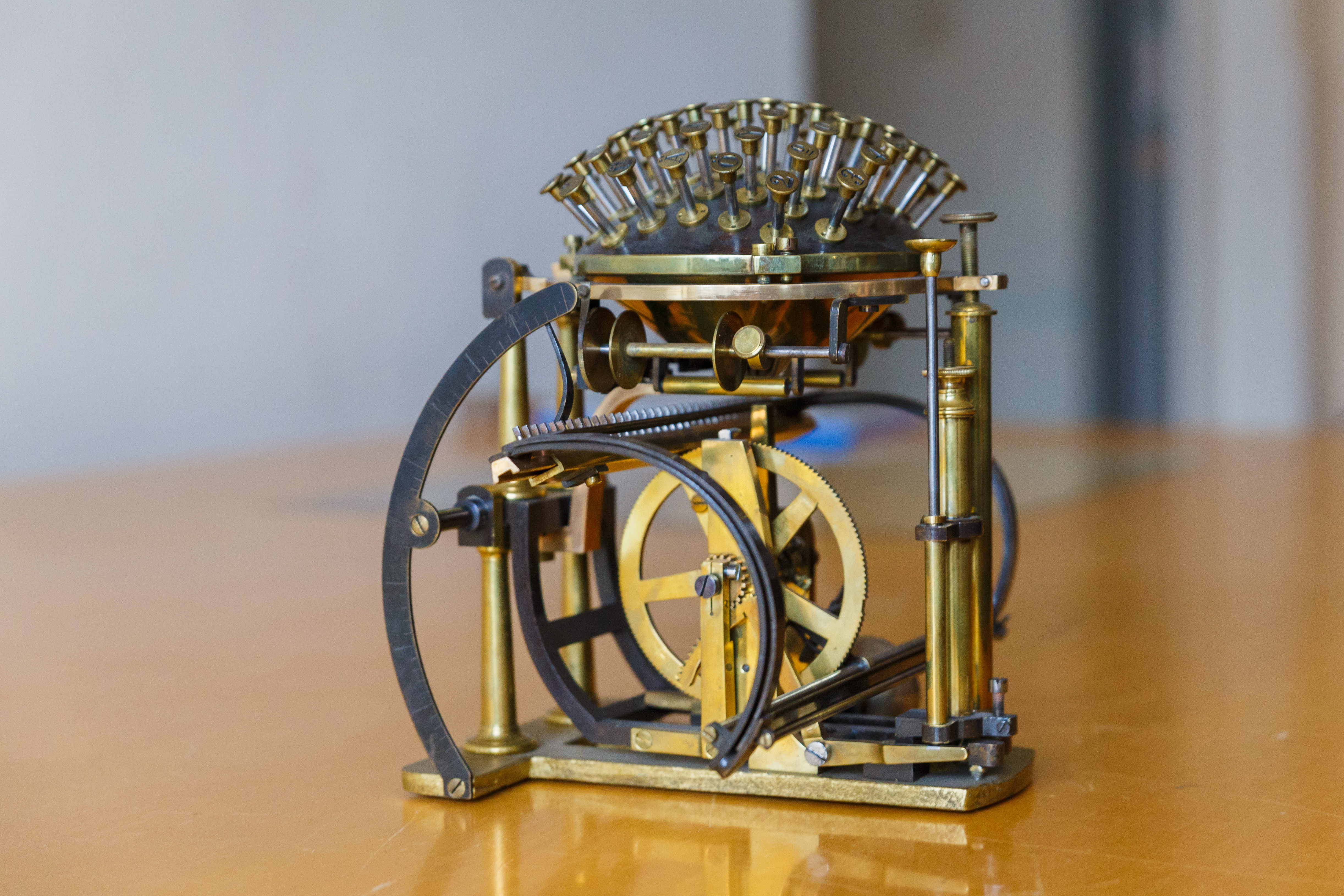
Schreibkugel von Hans Rasmus Johann Malling Hansen in der Technischen Sammlungen Dresden

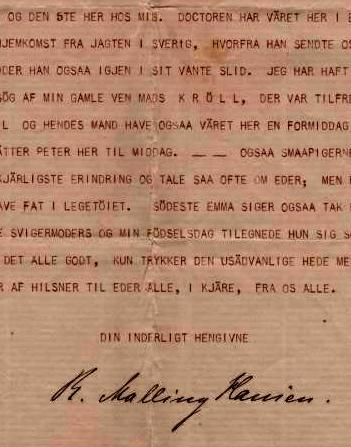
Kugelschrift aus einem Brief von Malling-Hansen, 1872

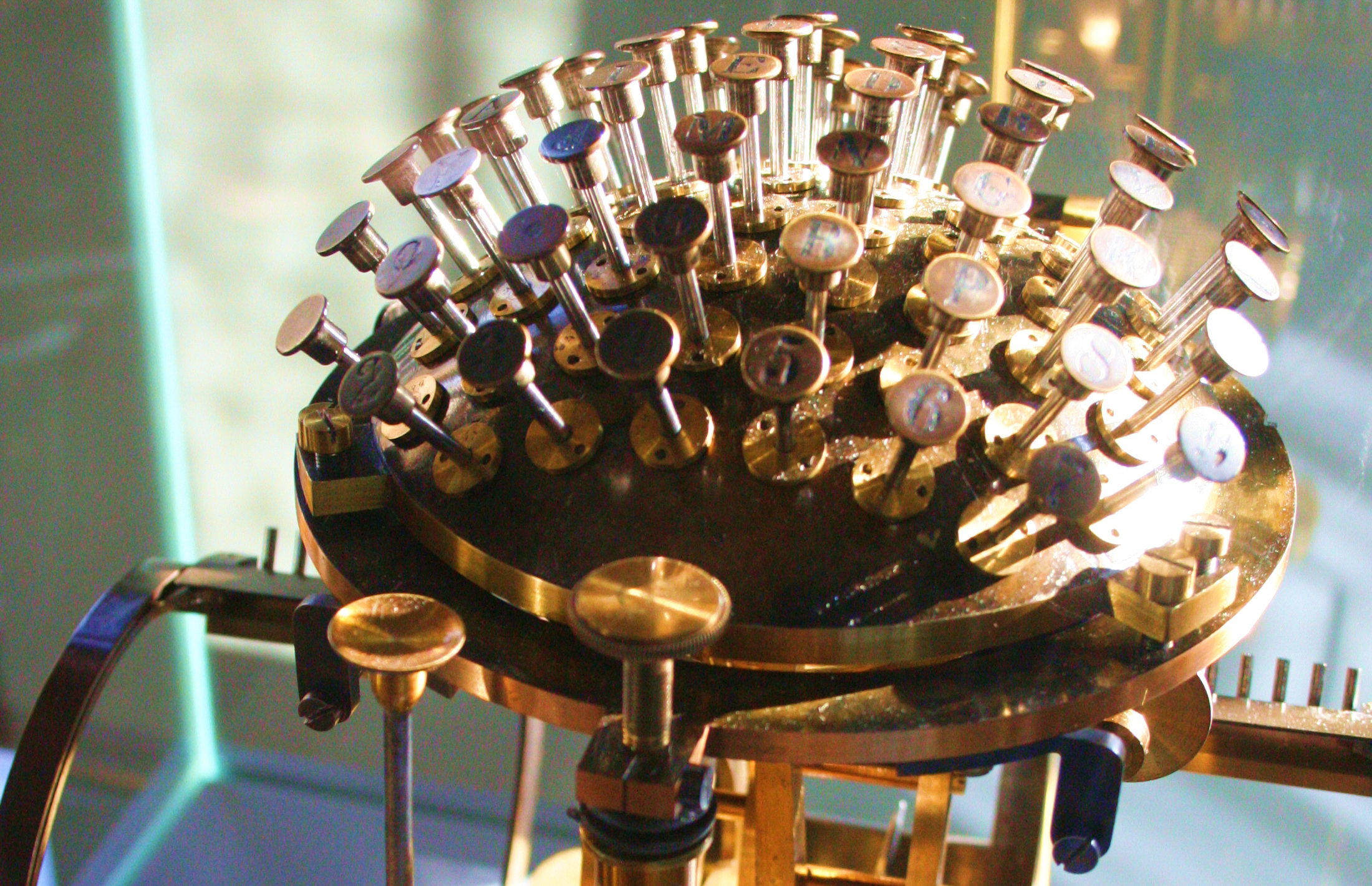
Nietzsches Schreibkugel „Malling-Hansen“ im ehemaligen Nietzsche-Archiv Weimar

Die Schreibkugel (dänisch Skrivekugle) ist die erste in Serie hergestellte Schreibmaschine der Welt. 
Sie wurde 1865 von dem dänischen Pastor Hans Rasmus Johann Malling Hansen entwickelt und ab 1870 patentiert.

## Funktion
Die Schreibkugel bestand aus 54 konzentrischen Tastenstangen und druckte Großbuchstaben, Ziffern und Interpunktionszeichen auf ein zylindrisch eingespanntes Blatt Papier.
Malling Hansen ließ verschiedene Varianten der Schreibkugel zum Teil zeitgleich in Kleinserien fertigen, wobei die Anordnung der Tasten sowie länderspezifische Buchstaben und Zeichen auf Wunsch der Kunden gestaltet wurden. Es gab spezielle Modelle für die Telegraphie mit Morse-Papierstreifen, ein kryptographisches Modell, ebenso einige Modelle für Blinde mit der so genannten Moon’schen Tastatur.
Malling Hansen wollte, gemäß überlieferter Aufzeichnungen, mit seinen Schreibmaschinen die Stenografie in den Parlamenten ersetzen und die Büros dieser Welt damit ausstatten, um die oft unleserliche, langsame Handschrift zu mechanisieren. Er wollte es Menschen mit schwachem Augenlicht ermöglichen, druckreife Manuskripte zu erstellen. 
Die Texte des kryptographischen Modells hingegen sollten für nicht Eingeweihte unlesbar bleiben.
Eine visuelle Kontrolle des getippten Textes war bei der Malling Hansen – ebenso wie bei allen anderen Schreibmaschinen vor 1897 – nicht möglich, da das Halbrund der Tastatur selber den Blick auf das Papier versperrte.
1872 berichtete die Leipziger Illustrirte Zeitung über das Produkt. 
Zu den ersten deutschen Anwendern zählte ab 1882 der halbblinde Friedrich Nietzsche („Unser Schreibzeug arbeitet mit an unseren Gedanken“, 1882).
Am 16. Februar 1882 dichtete Nietzsche:
Schreibkugel ist ein Ding gleich mir: von Eisen
Und doch leicht zu verdrehn zumal auf Reisen.
Geduld und Takt muss reichlich man besitzen
Und feine Fingerchen, uns zu benuetzen.